# Pier Giacomo Grampa
Pier Giacomo Grampa OESSH (* 28. října 1936, Busto Arsizio, Itálie) je švýcarský římskokatolický kněz italského původu, emeritní biskup luganský. Je členem Řádu Božího hrobu, nyní v hodnosti komtura s hvězdou, a je velkopřevorem řádového místodržitelství USA - Jihovýchod. 